# بلاک فورشت ناتسیونال پارک
بلاک فورشت ناتسیونال پارک (به آلمانی: Nationalpark Schwarzwald) یک منطقهٔ مسکونی در آلمان است که در بادن-وورتمبرگ واقع شده‌ است.